# Lilya Boudjourova
Lila Boudjourova, née le 1er novembre 1958 à Angren, est une poétesse journaliste et enseignante de Crimée et ukrainienne.

## Activités
Elle était correspondante pour l'Agence France-Presse. Elle a écrit pour Le Devoir, a été responsable éditoriale pour A.T.R.

## Honneurs
Lauréate du prix Ismail Gasprinski en 1992 ; journaliste émérite d'Ukraine en 2005.